# St. Nicolai (Lemgo)

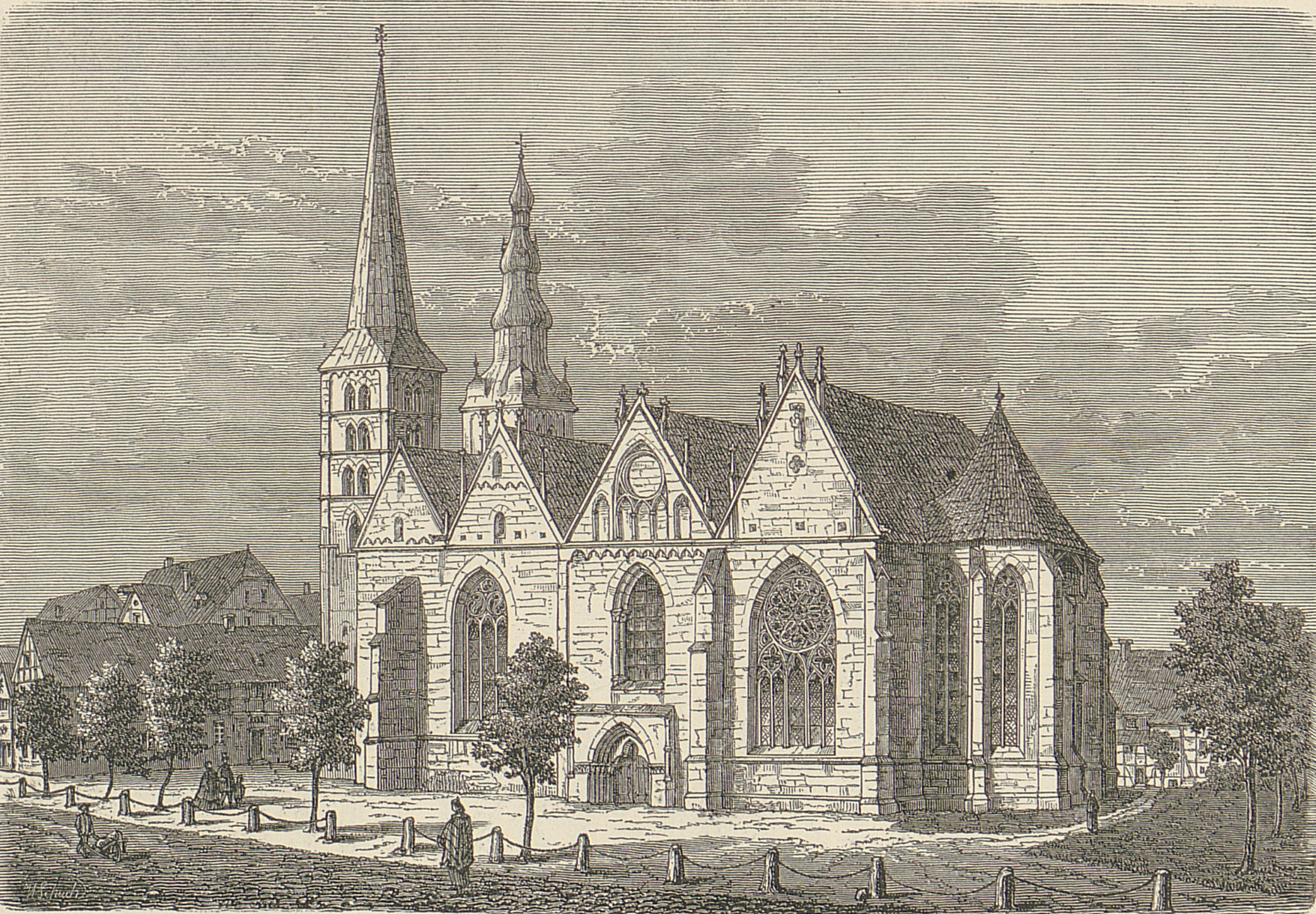
Nicolaikirche um 1872

St. Nicolai ist die ältere der beiden evangelisch-lutherischen Stadtpfarrkirchen in der lippischen Stadt Lemgo in Nordrhein-Westfalen. Sie befindet sich unweit des Marktplatzes an der Ostseite des Rathauses und südlich der Mittelstraße, welche die Altstadt Lemgo von West nach Ost durchquert. Im Norden und Süden ist die Kirche von baumbestandenen Grünflächen umgeben.

## Bau und Baugeschichte
Wenige Jahre nach der Stadtgründung (um 1190) begann man mit dem Bau der ersten Kirche, die zunächst als kreuzförmige Basilika im romanischen Stil entstand. Sie wurde, wie das in einer Hansestadt üblich war, dem Patrozinium des Nikolaus von Myra unterstellt, der als der Schutzpatron der Seefahrer und Fernhandelskaufleute gilt.
Nach etwa 50 Jahren Bauzeit war die romanische Kirche fertig. Sie war wesentlich kleiner als die heutige Kirche: Wie niedrig und schmal ihre Seitenschiffe waren, kann man noch im Turmbereich erkennen, und der Länge nach reichte sie bis zu der Stufe, die heute noch hinter dem Altar erhalten ist.
Um 1300 entschloss man sich, die schmalen Seitenschiffe abzureißen und neue Seitenschiffe fast so hoch und so breit wie das Mittelschiff zu bauen. Dadurch entstand eine Hallenkirche, und zwar im gotischen Stil; lediglich im Bereich der Türme blieb der romanische Teil erhalten. Vom spätromanischen Vorgängerbau ist außerdem ein sehr schönes Querhaus-Portal übrig geblieben, an dem erkennbar ist, dass der romanische Rundbogen in den gotischen Spitzbogen übergeht.
Die Stilelemente des gotischen Baus wie z. B. das Domikalgewölbe stammen aus dem Anjou, einem Herzogtum mit dem Zentrum Angers an der Loire. Offensichtlich hatte Bernhard II. zur Lippe, der Gründer der Stadt Lemgo, eine Bauhütte von dort mitgebracht; man vermutet, dass er sich einige Zeit dort aufhielt.
Im Jahr 1375 hat die Kirche die heutige Form erreicht. Der Chorraum sollte zwar noch größer werden, aber dieses Vorhaben kam nicht zur Ausführung, weil eine Pestepidemie der Bautätigkeit ein Ende setzte.
Die für eine Stadtkirche ungewöhnliche Doppelturmfront zeigt, dass die Herren zur Lippe mit dieser Kirche ihren Machtanspruch dokumentieren wollten. Allerdings ist nur der südliche Turm, in dem die Glocken hängen, Eigentum der Kirche. Der Turmhelm wurde 1660 von einem Sturm abgeweht und zerstörte damals auch Teile des Daches. Man entschloss sich drei Jahre später, dem Turm einen in sich verdrehten Helm zu geben, der weniger windempfindlich ist. Der Turmhelm wurde von Salomon Möller aus Hildesheim gefertigt und mit 17 Tonnen Blei gedeckt. Solche in sich verdrehten Turmhelme sind vor allem in Frankreich häufig, sie werden dort clocher tors genannt. In Lippe gibt es in Heiden (Lage) und Alverdissen ebenfalls gedrehte Turmhelme; in Deutschland existieren weitere sechzehn. Der Nordturm ist Eigentum der Stadt; er enthält die bis 1854 bewohnte Wächterstube mit Kamin, Wohnraum und Ausguck. Das Glockenspiel ertönt tagsüber alle zwei Stunden.

## Ausstattung

### Ausstattung aus vorreformatorischer Zeit
Das älteste Ausstattungsstück ist ein Altarretabel etwa aus dem Jahr 1280, das in die Nordwand eingemauert ist. Es zeigt in drei Bildern die Verkündigung an Maria, die Geburt Christi und die Auferstehung Christi mit den Grabeswächtern. Bemerkenswert ist, dass Joseph mit dem Judenhut – im 4. Laterankonzil 1215 war beschlossen worden, dass Juden sich durch eine abweichende Kleidung kenntlich machen müssen – sich unter dem Bett versteckt; denn er gilt nach christlicher Auffassung nicht als der leibliche Vater Jesu Christi.
Etwa aus der gleichen Zeit stammt das Tympanon in der West-Hochwand des südlichen Seitenschiffes: Es zeigt Christus erhöht zwischen Maria und Johannes.
Aus der Zeit nach 1300 stammen die Engel am Sims der Nordwand und die Christophorusfigur an der Säule gegenüber dem Nordportal. Wer auf diese Figur blickte und sich dabei bekreuzigte, galt für den betreffenden Tag als gesegnet.
Um 1370 entstanden die Fresken an der Ost- und Südwand. An der Ostwand stehen links Jakobus der Ältere und Johannes, rechts Paulus und Petrus; die Kreuze in den Kreisen darunter sind die Weihekreuze. An der Südwand stehen Jakobus und Johannes, Bartholomäus und Thomas einzeln in hohen, schmalen Gehäusen unter Türmen; in den Händen halten sie Spruchbänder mit dem lateinischen Text des Glaubensbekenntnisses.
Das große Kruzifix über dem Altar entstand zwischen 1470 und 1480; es hängt dort, wo bis 1853 der Lettner den Chorraum, den bis zur Reformation nur die Priester betreten durften, vom Kirchenraum für die Gemeinde trennte.
An der Nordwand steht ein bedeutendes Werk der Steinmetzkunst, das Sakramentshaus aus dem Jahr 1477. Die Bilderstürmer der Reformationszeit haben im Jahr 1531 von diesem kostbaren Gebilde die Figuren abgeschlagen; nur der Pelikan an der Spitze, das Sinnbild der aufopfernden Liebe Christi, blieb erhalten.

### Ausstattung nach der Reformation

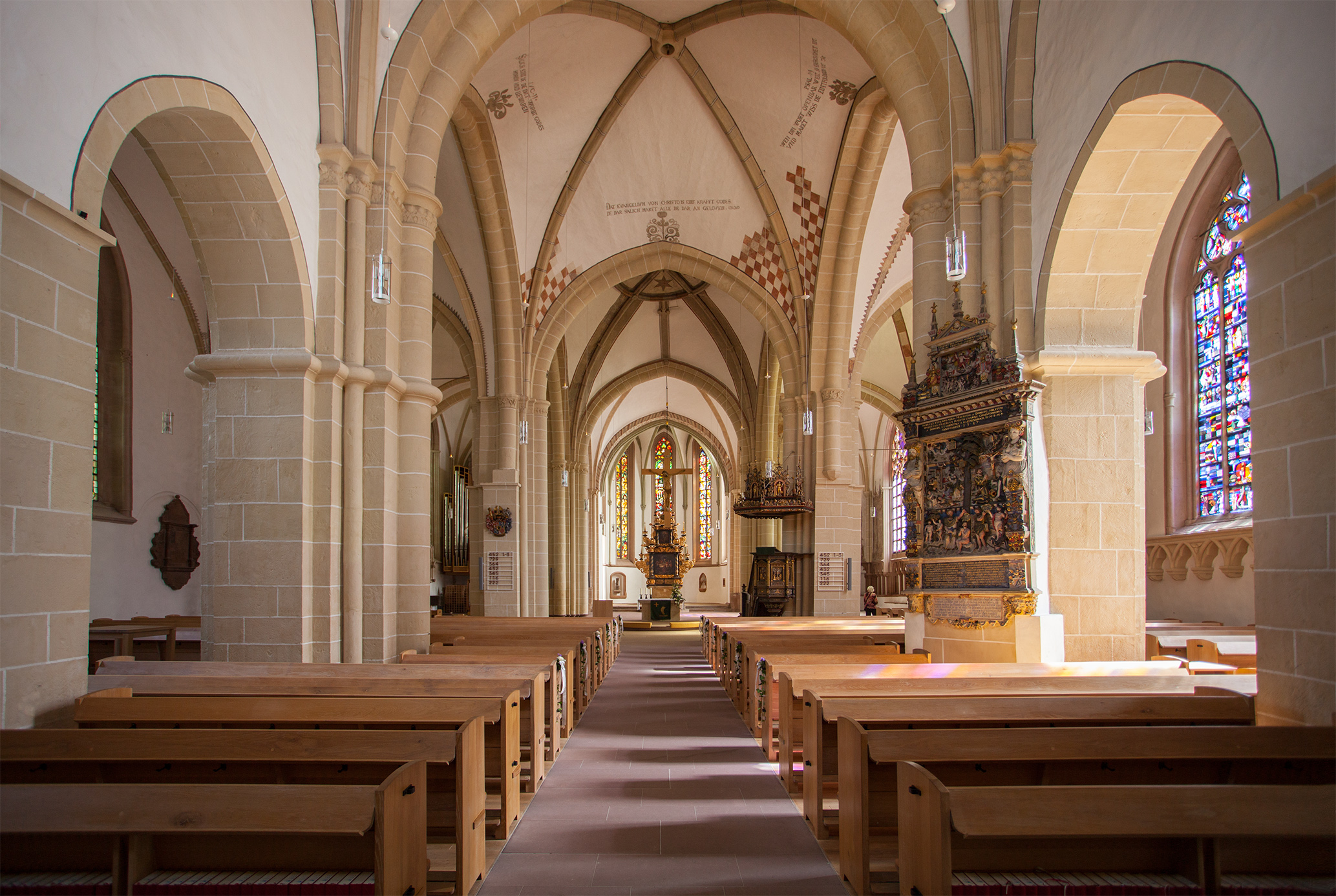
Innenraum von St. Nicolai

Im Jahr 1533 führte der Magistrat der Stadt Lemgo die Braunschweiger Kirchenordnung von Johannes Bugenhagen ein: Lemgo wurde lutherisch und blieb es auch, als Graf Simon VI. im Jahr 1604 reformiert (calvinistisch) wurde, ausschließlich calvinistische Pastoren berief und in der übrigen Grafschaft alle Pfarrstellen mit calvinistischen Pfarrern besetzte. Diese widerspenstige Haltung der Lemgoer verärgerte den Grafen; sein Sohn verlegte deswegen den Regierungssitz von Lemgo nach Detmold. Der im Augsburger Religionsfrieden festgelegte Grundsatz, dass der Landesherr die Konfession des Landes bestimmen konnte (cuius regio, eius religio), galt zunächst nur für Katholiken und Lutheraner; erst der Westfälische Friede bezog 1648 auch die reformierte (calvinistische) Konfession ein.

#### Kanzel

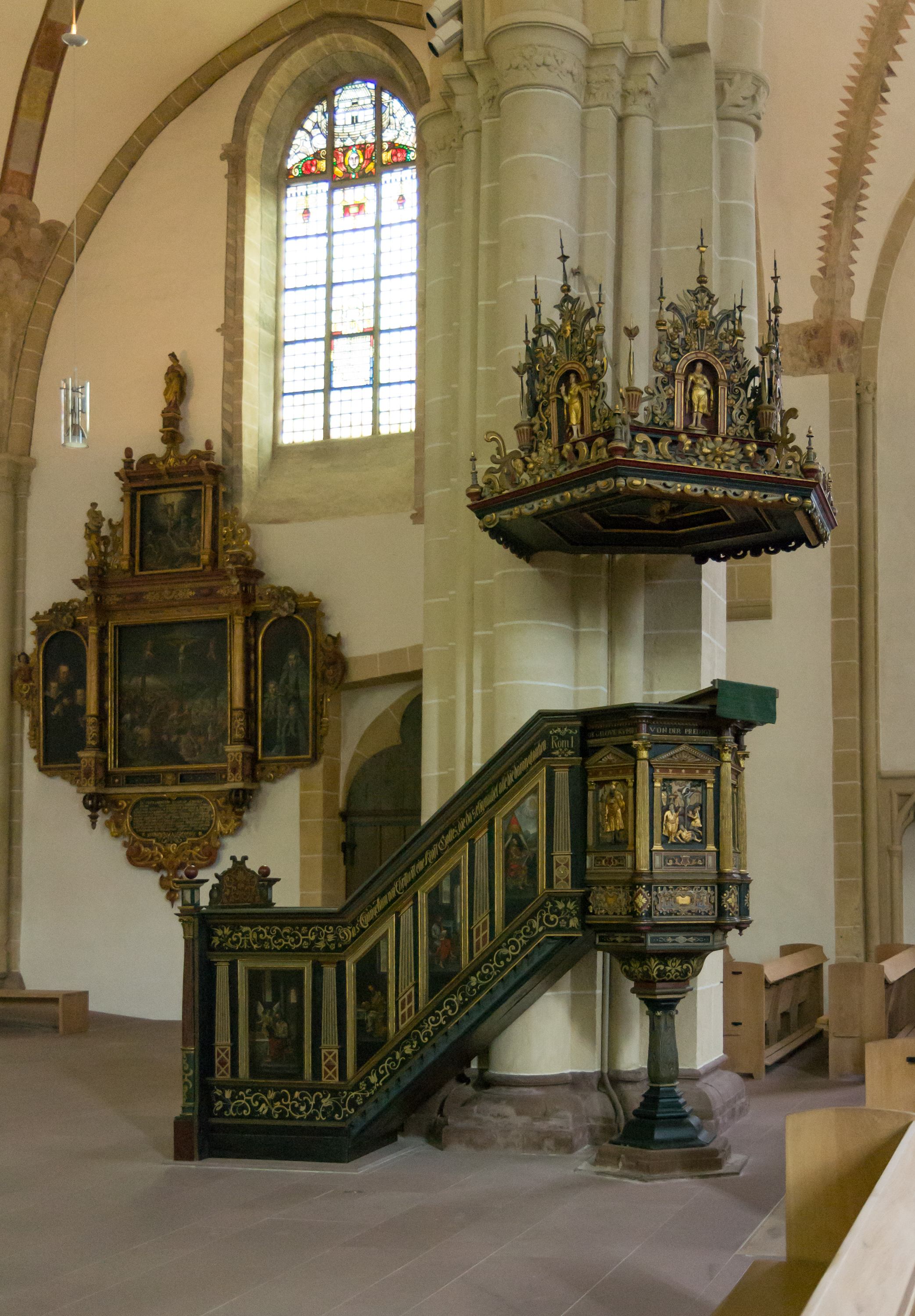
Kanzel

Die Kanzel, die kurz nach 1600 entstand, ist besonders reich dekoriert; dies zeigt, dass der Predigt im lutherischen Gottesdienst eine besondere Bedeutung zukommt. Außer Bildern sind auch Schriften in deutscher Sprache an der Kanzel angebracht. Die beiden ineinander verschlungenen griechischen Buchstaben X (Chi) und P (Rho) an der Tür sind die Anfangsbuchstaben des griechischen Wortes ΧPHΣTOΣ (Christus).
Der ebenfalls reich dekorierte Kanzeldeckel mit der Taube, die den Heiligen Geist symbolisch darstellt, stammt etwa aus dem Jahr 1630. In den Figurennischen stehen die fünf Kardinaltugenden. Am Geländer der Treppe steht: „Das Evangelium von Christo ist eine Kraft Gottes, die da selig machet alle, die daran glauben.“ Darunter sind die vier Evangelisten abgebildet: Matthäus mt dem Engel, Markus mit dem Löwen, Lukas mit dem Stier und Johannes mit dem Adler.
An der Kanzel selbst steht in niederdeutscher Sprache ein Text aus dem Römerbrief: DE GELOVE KVMBT // VON DER PREDIGT // DAT PREDIGEN ABER IST // DORCH DAS WORT GODES.

#### Taufe

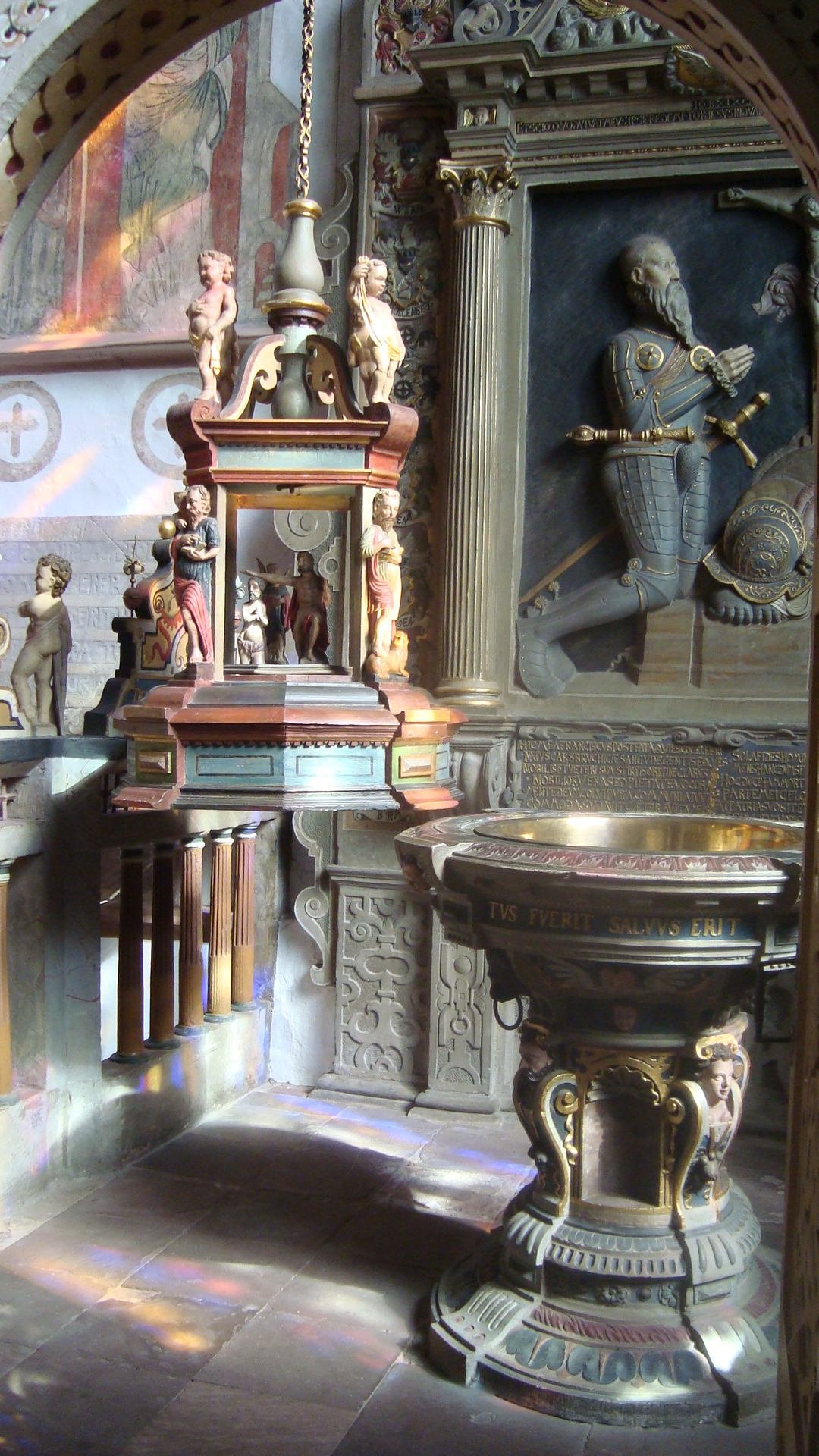
Taufe

Die Taufanlage im Osten des südlichen Seitenschiffes wurde 1597 von dem Lemgoer Bildhauer Georg Crossmann geschaffen. Er hat damit einen Auftrag der „Templierer“ (d. h. Pfarrer) Johan Cothman und Hans Seiler ausgeführt „zu Gottes Ehr und der Kirchen Zier“, wie es auf der Innenseite des Türrahmens heißt. Der Taufstein mit reicher Dekoration trägt eine lateinische Inschrift (Markus 16,16); übersetzt lautet sie: „Wer da glaubet und getauft wird, der wird selig werden; wer aber nicht glaubet, der wird verdammt werden.“ Auf dem beweglichen Deckel, der an einer Kette aufgehängt ist, wird gezeigt, wie Christus von Johannes dem Täufer getauft wird. In den Ecken des Baldachins stehen die vier Evangelisten. Die Brüstung mit Beschlagwerk, Löwenköpfen, Diamantquadern und Fruchtgehängen ist ein typisches Werk der Weserrenaissance. Die Giebelaufsätze enthalten Sprüche aus dem Neuen Testament, die sich auf die Taufe beziehen. Die Tür ist seitlich mit Säulen verziert und trägt oben zwei Hochrelieffiguren: links steht Christus als Herrscher der Welt und rechts Johannes der Täufer mit dem Lamm Gottes. Am Portalaufsatz sieht man Petrus und Paulus, dazwischen auf der Spitze Christus mit zwei Kindern und dem Hinweis auf Markus 10,14: „Lasset die Kindlein zu mir kommen und wehret ihnen nicht, denn solcher ist das Himmelreich.“
1863 wurde die Taufanlage vor das Kerssenbrock-Epitaph im Südost-Chor versetzt und verlor dabei eine Seite der Einfassung. Das große Bild mit der Gestalt Johannes des Täufers, 1598 gemalt, das früher zur Taufanlage gehörte, hängt jetzt im Nordwesten der Kirche.

#### Hochaltar
Die Entstehung des frühbarocken Hochaltars im Chorraum der Kirche ist mit einer Vorgeschichte verbunden: Im Dreißigjährigen Krieg gelang es am 12. September 1636 einer Gruppe schwedischer Soldaten, in die Stadt einzudringen, wonach ein großes Besatzungskommando einrückte und die Stadt zwei Tage lang gründlich plünderte. Nach dem Abzug der Schweden sollte die Besatzung des Turmes zur Verantwortung gezogen werden, bei dem die Schweden eingedrungen waren. Dem Bildschnitzer Hermann Voß gelang jedoch vor der Verhaftung die Flucht nach Hameln. Dort und in der Umgebung arbeitete er als Bildschnitzer (dazu sagte man damals: Schattilier) und verdiente so viel Geld, dass er auch das Strafgeld der Stadt Lemgo für sein Fehlverhalten bezahlen konnte. Am 24. September 1641 richtete Voß ein Gesuch an den Rat der Stadt, man möge ihm und seiner Ehefrau die Aufnahme in das „Brüderkloster vor St. Johannispforten“ gewähren, denn sein Vaterhaus in Lemgo war durch die Kriegseinwirkungen so stark beschädigt, dass es erheblicher Mittel bedurft hätte, es wieder instand zu setzen. In diesem Brief bot Voß an, sein Vaterhaus an die Stadt abzutreten und „ein schönes altar 32 fuß hoch vndt 12 fuß breitt … in hiesige alten Stadt Kirchen zu verehren“.
Der Rat der Stadt ging auf dieses Angebot ein und so entstand im Jahr 1643 der Hochaltar mit den Ohrmuschel- und Knorpelformen. Die Bilder malte Berent Woltemate: Das obere Bild zeigt die Himmelfahrt Christi und das untere das letzte Abendmahl im Kreis der Jünger. Diese Darstellung ist im evangelischen Verständnis besonders wichtig, da die Austeilung des Abendmahls „unter beiderlei Gestalt“, also mit Brot und Wein, zu den zentralen Forderungen und Errungenschaften der Reformation gehörte.

## Epitaphien

### Franz von Kerssenbrock
Hinter der Taufanlage befindet sich das Epitaph für den Ritter Franz von Kerssenbrock († 1576). Das Werk des Lemgoer Architekten und Bildhauers Hermann Wulff aus dem Jahr 1578 zeigt den Verstorbenen in voller Rüstung vor dem Kruzifix, umrahmt von einem Säulengehäuse mit Wappen. Im aufgesetzten Teil erscheint die Halbfigur des segnenden Gottvaters, umgeben von Fides, Spes und Caritas (Glaube, Hoffnung und Liebe).
Übersetzung der lateinischen Inschrift:
Hier ruhe ich, Franz, nach meinem Tode, ein Ritter geboren aus dem Blut des berühmten Kerssenbrockschen Geschlechts. Ich bin edel durch die Herkunft aus einer adligen und alten Familie, edler aber werde ich durch meine aufrichtige Frömmigkeit genannt. Mit reinem Geist habe ich Gott verehrt, das Gemeinwohl gefördert, das übrige Leben war den Bemühungen um die Meinigen gewidmet. Und doch bin ich mir deswegen nicht etwa meiner guten Werke bewusst und freue mich ihrer, so dass ich Armseliger deswegen verdiente, in einem geringeren Maße ein schuldiger Sünder zu sein. Nichts auf dem Gewissen zu haben, sich wegen keiner Schuld fürchten zu müssen, das ist allein Christi Ruhm, nicht der der Menschen. Allein der Glaube, das Kreuz Jesu allein schützt die Menschen. Solange die lechzende Seele dieses anschaut, hat sie nichts zu fürchten. Unter seiner Führung habe ich jetzt die hartnäckigen Qualen des Todes besiegt und wohne mit meinem besseren Teil im Himmel. Aber geht auch ihr die Wege eures Vaters, ihr Kinder von meinem Fleisch. Eure erste Sorge sei Gott, die zweite eure Mutter, die dritte – wichtiger als Privatangelegenheiten – das Gemeinwesen, dies soll das Ziel eures ritterlichen Standes sein. Und ich weiß, dass mein Erlöser Jesus selbst lebt, und auferstehend werde ich mit diesem meinem Fleisch umgeben werden.

### Moritz Piderit
Moritz Piderit wurde im Jahr 1497 in Lemgo als Sohn des Hermann Piderit und der Geyse Kulrave geboren. Am 30. April 1516 immatrikulierte er sich an der Universität Köln, wo er im folgenden Sommer den Titel eines Baccalaureus erwarb. Anschließend wurde er als Rektor an St. Nikolai nach Lemgo berufen, jedoch 1528 von dort vertrieben, weil er zögerte, die lutherische Lehre zu übernehmen. Er ging daraufhin nach Lieme, später nach Brake und wandte sich schließlich doch dem Protestantismus zu. 1532 kehrte er nach Lemgo zurück und war seitdem an St. Nikolai als evangelischer Pastor tätig. Im Jahr 1542 übernahm er das Amt des Kirchenvisitators. Aus Protest gegen das Augsburger Interim legte Piderit 1548 sein Amt vorübergehend bis 1551 nieder. Im Jahr 1556 übernahm er das Amt des Superintendenten. Nach seinem Tod am 10. Mai 1576 wurde er im Chor von St. Nikolai beigesetzt.
Das Epitaph des Moritz Piderit aus hellem Sandstein hängt an der Ostwand im Südchor. Der lateinische Text lautet übersetzt:
Im Jahr 1576 am 10. Mai entschlief sanft im Herrn der ehrwürdige Herr Moritz Piderit, getreuer Pastor dieser Kirche, seines Alters 79 Jahre, 49 Jahre Pastor.

### Moritz von Donop

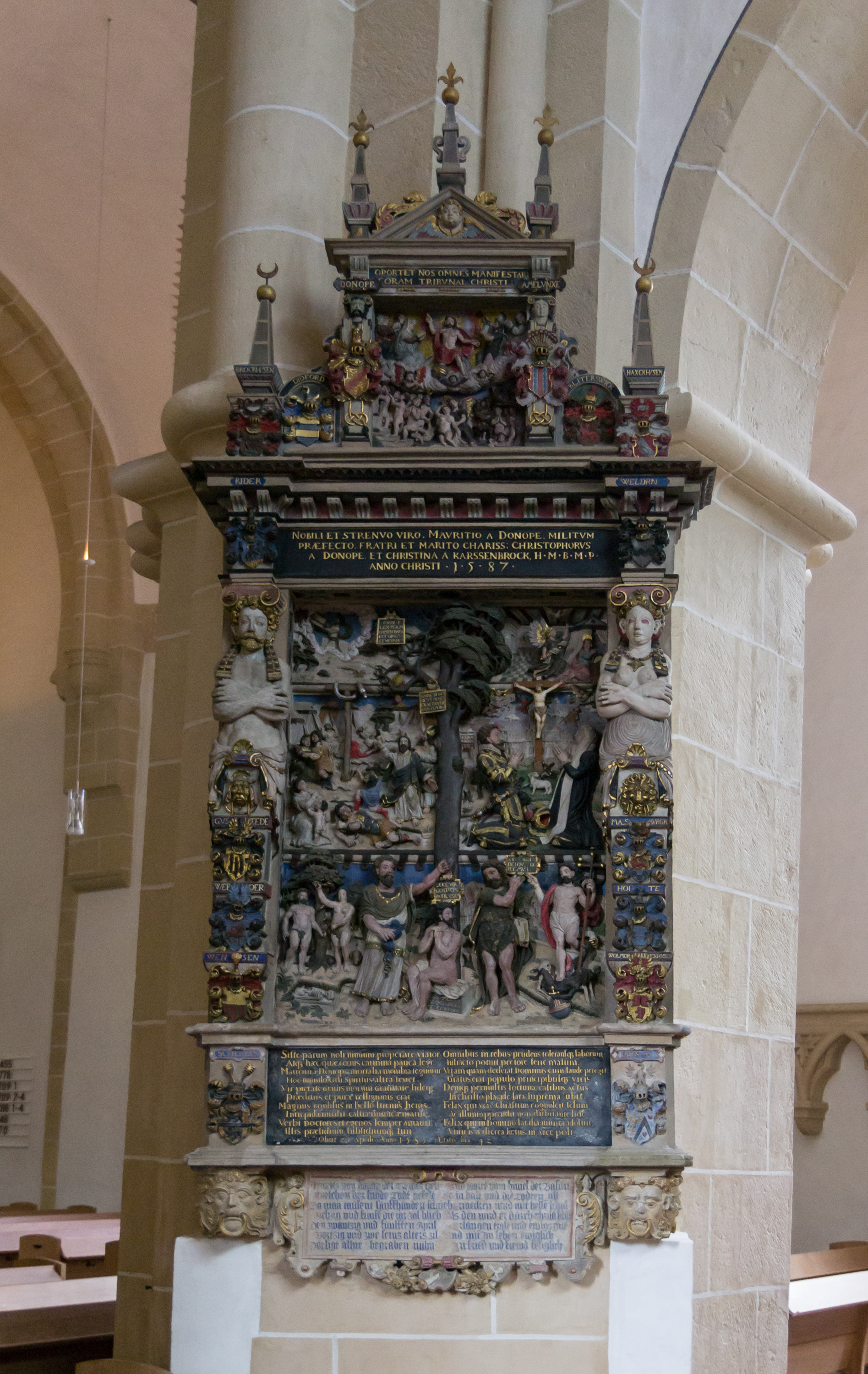
Epitaph für Moritz von Donop

Der Rittmeister Moritz von Donop (1543–1585) kämpfte 1574 in der Schlacht auf der Mooker Heide mit den Niederländern gegen die Spanier. Diese Schlacht gewannen die Spanier, die nur 150 Tote zu beklagen hatten, während auf niederländischer Seite mehr als 3000 Soldaten den Tod fanden. Moritz von Donop war lippischer Drost und führte seine Landgüter in Papenhausen bei Lemgo, bis er 1585 an den Folgen seiner Kriegsverletzungen starb. Er wurde in St. Nicolai bestattet.
Das Epitaph des Lemgoer Künstlers Georg Crossmann aus dem Jahr 1587, das an der Säule zwischen Hauptschiff und südlichem Seitenschiff angebracht ist, geht in seiner Konzeption zurück auf einen Holzschnitt von Lucas Cranach dem Älteren: Ein Baum, dessen Äste links abgestorben und rechts begrünt sind, teilt das Hauptfeld in zwei Teile. Der linke Teil ist dem Alten und der rechte dem Neuen Testament zuzuordnen.
Im Zentrum links steht Mose, der bis ins 17. Jahrhundert mit zwei Stierhörnern dargestellt wurde, was auf einen Übersetzungsfehler zurückgeht. Im Alten Testament (4. Mose 21) wird erzählt, dass das Volk Israel bei der Flucht aus Ägypten von giftigen Schlangen geplagt wurde, an deren Bissen viele starben. Auf Gottes Befehl richtete Mose hoch an einer Stange eine eherne Schlange auf und das Wunder geschah: Wenn jemanden eine Schlange biss und er sah die eherne Schlange an, dann blieb er am Leben. Dieser Szene wird rechts die Kreuzigung Christi gegenübergestellt. Nach dem Evangelisten Johannes hat Jesus auf diese Geschichte hingewiesen und sie als Hinweis auf seinen Tod am Kreuz gedeutet: „Wie Mose in der Wüste die eherne Schlange erhöht hat, so muss des Menschen Sohn (nämlich Jesus Christus am Kreuz) erhöht werden, auf dass alle, die an ihn glauben, nicht verloren werden, sondern das ewige Leben haben“ (Joh. 3,14).
Unter dem Kreuz beten Moritz von Donop und seine Ehefrau Christina. Der Papagei auf der linken, kahlen Seite des Baumes ist das Symbol der Maria; er deutet an, dass die Betenden lutherisch sind und sich nicht mehr im Gebet an Maria wenden. Der Papagei steht eigentlich für die Unberührtheit, weil angeblich sein Gefieder im Regen nicht nass wird; außerdem werden seine Laute als „Ave“ gedeutet. Etwa um 1530 begann eine Gruppe flämischer Maler, zu Bildern von Maria mit dem Jesuskind einen Papagei zu setzen, um anzudeuten, dass es sich bei Maria um eine Jungfrau handelt. Und in den Glaubenskriegen nach der Reformation fragte man Unbekannte nicht, ob sie römisch-katholisch oder lutherisch seien; man fragte vielmehr: „Betest du zur Maria?“ Wer dies bejahte, galt als römisch-katholisch; sagte er nein, so galt er als lutherisch.
Das Hauptfeld des Donop-Epitaphs enthält eine Vielzahl weiterer Szenen, wobei jeweils das Alte und das Neue Testament einander gegenübergestellt sind. Über dem Hauptfeld ist das Jüngste Gericht dargestellt. Ergänzt werden diese Felder durch Wappen adliger Familien und viele Schmuckelemente der Weserrenaissance. Unten steht ein Gedicht in lateinischer Sprache, in dem Moritz von Donop gerühmt wird. Über dem Jüngsten Gericht steht der Satz:
OPORTET NOS OMNES MANIFESTARE CORAM TRIBUNAL CHRISTI. (Wir müssen uns alle vor dem Richtstuhl Christi offenbaren. 2 Kor 5,10 )

### Ehepaar Kerssenbrock
Das Epitaph für Raban von Kerssenbrock († 1615) und seine Frau Elisabeth von Donop († 1611) neben der Südtür wurde 1617 in einer Magdeburger Werkstatt gefertigt. Das große Mittelfeld nimmt ein figurenreicher Kalvarienberg ein. Auf beiden Seiten sind Familienbildnisse der Kerssenbrocks angebracht. Oben ist die Auferstehung Christi abgebildet. Von ursprünglich drei Figuren sind nur Caritas und Fides (Glaube und Liebe) erhalten, die einst rechts stehende Spes (Hoffnung) ist verloren.
Übersetzung der lateinischen Inschrift: Zum Zeugnis kindlicher Liebe, zur beglückenden und schuldigen Erinnerung an den hochedlen und besonders tüchtigen Mann Raban von Kerssenbrock, Erbgesessenen in Barntrup, Wierborn sowie Grundbesitzer in Helbra, der am 19. Oktober im Jahr Christi 1615 seines Alters 45 Jahre zwar vorzeitig, aber trotzdem fromm und sanft, nicht ohne Trauer vieler, gestorben ist. Ebenso der hochedlen und hochehrbaren Dame Elisabeth von Donop, die am 24. Januar im Jahr unseres Erlösers 1611 fromm in Christus entschlafen ist, ihren sehr geliebten Eltern, haben die hinterlassenen Söhne, die leiblichen Brüder Franz Christoph und Philipp von Kerssenbrock, dieses Denkmal gesetzt im Jahr 1617.
Bei der Renovierung der Kirche (siehe 8.) wurde das Epitaph abgenommen, und es zeigte sich an der Wand ein Fresko, welches Christus betend im Garten Gethsemane darstellt. Ein Foto dieses Fresko hängt an der gegenüberliegenden Säule.

### Johann Cothmann

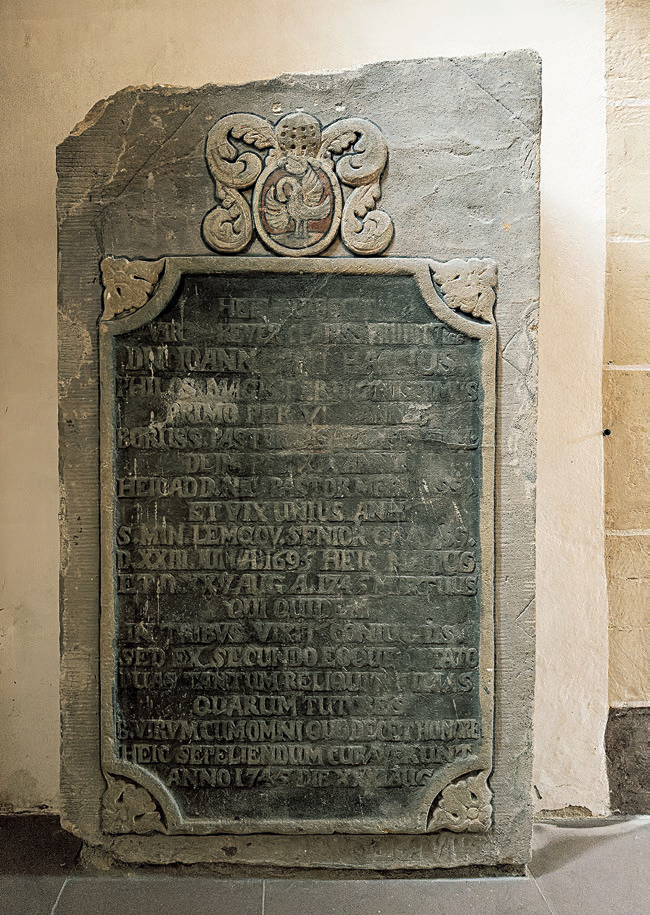
Epitaph für Pfarrer Johann Anthon Haccius (1745 errichtet)

→ Hauptartikel: Epitaph für Johann Cothmann
Das Epitaph des Bürgermeisters Johann Cothmann aus rötlichem Sandstein hängt innen an der Nordwand westlich des Nordportals. Der obere Teil des lateinischen Textes lautet übersetzt:
Epitaph des hochberühmten und sehr klugen Mannes Herrn Johannes Cothmann, Lemgoer Bürgermeisters, um die Kirche Gottes und das ganze Gemeinwesen hochverdient, der unter frommen Gebeten und in der Umarmung der Seinen auf das friedlichste entschlief am 16. März im Jahr 1604.

### Johann Anthon Haccius
Das Epitaph für Johann Anthon Haccius hängt an der Wand im südlichen Seitenschiff. Bis zur letzten großen Renovierung der St. Nicolai-Kirche 2008 war es in der Nähe des Hochaltares zu finden, am Begräbnisort innerhalb der Kirche. Johann Anthon Haccius (1695–1745) war von 1726 bis 1745 Pfarrer an St. Nicolai als Nachfolger seines Vaters Johann Barthold Haccius. Zuvor hatte er in Jena, Halle/Saale und Helmstedt Theologie studiert. Sein Epitaph zeigt folgenden lateinischen Text:
HEIC QUIESCIT
VIR REVER CLARISS.PRUDENTISS
DN. IOANN ANT. HACCIUS
PHILOS MAGISTER DIGNISSIMIS
PRIMO PER VI ANNOS
BORUSS. PASTOR CASTRENSIS FIDEL-
DEIN PER XIXANNOS
HEICADD. NIC. PASTOR MERITISS.
ET VIX UNIUS ANNI
S.MIN. LEMGOV. SENIOR GRAVISS.
D.XXIII. JUN-A.1695 HEIC NATUS
ET R XXV AUG A.1745 MORTUUS
QUI QUIDEM
IN TRIBUS VIXIT CONIUGIIS
SED EX SECUNDO EOGUE OPTATO
DUAS TANTUM RELIQUIT FILIAS
QUARUM TUTORES
B.VIRVM CUMOMNI QUO DECET HONORE
HEIC SEPELIENDUM CURAVERUNT
ANNO 1745 DIE XXXI AUG
Übersetzt auf Deutsch:
Hier ruht der ehrwürdige und sehr angesehene Mann Herr Johann Anton Haccius, ein höchst würdiger Magister der Philosophie. Zuerst war er sechs Jahre lang als treuer Feldprediger in Preußen tätig, danach 19 Jahre lang hier beigesetzt als verdienter Pastor. Und nicht einmal ein volles Jahr war er als sehr angesehener Senior des lippischen Ministeriums zu Lemgo tätig. Er wurde geboren am 23. Juni 1695 hier (also in Lemgo) und starb am 25. August 1745. Er lebte in drei Ehen, doch nur aus der zweiten und ersehnten hinterließ er zwei Töchter. Deren Vormünder ließen den trefflichen Mann mit allem gebührenden Ehren hier bestatten im Jahre 1745, am 31. August.

### Andreas Koch

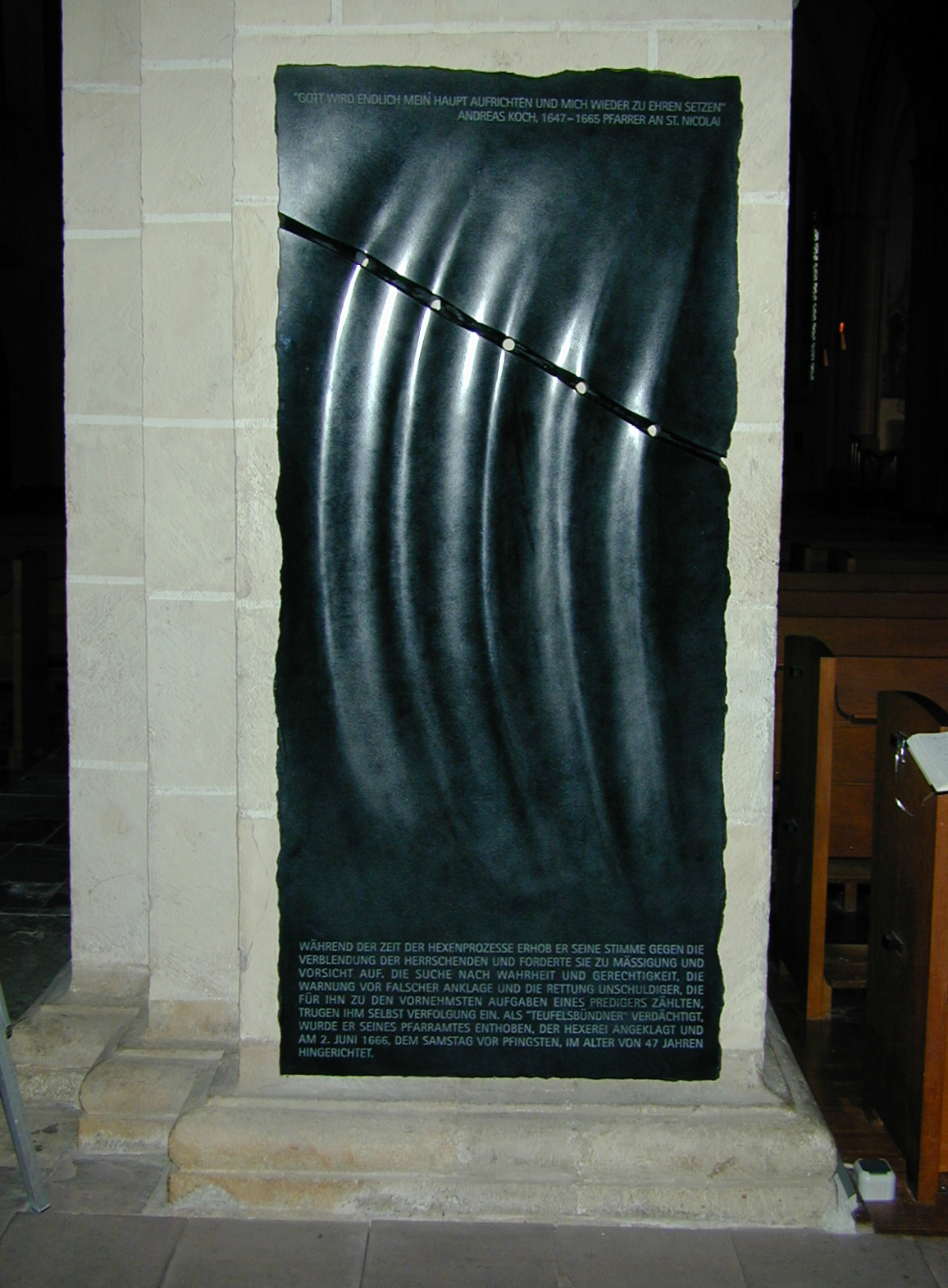
Gedenkstein für Andreas Koch in St. Nicolai, Lemgo

An der Säule im Nordwesten hängt ein Gedenkstein, den Dorsten Diekmann aus Lemgo im Jahr 1999 geschaffen hat. Er erinnert an Andreas Koch, der von 1647 bis 1665 Pfarrer an St. Nicolai war.
Im 16. und 17. Jahrhundert wurden in Lemgo 254 Frauen und Männer der Hexerei bezichtigt, angeklagt, gefoltert und ermordet. Andreas Koch setzte sich für die von der Hexenverfolgung in Lemgo Betroffenen ein, wurde selbst angeklagt, gefoltert und verurteilt, aber nicht wie üblich bei lebendigem Leib verbrannt, sondern zum Tod durch das Schwert begnadigt.
Der Stein enthält als Inschrift einen Satz, den Andreas Koch in der Zeit seiner Folterung formulierte: „Gott wird endlich mein Haupt aufrichten und mich wieder zu Ehren setzen“ (nach Psalm 3,4).
Inschrift: Während der Zeit der Hexenprozesse erhob er seine Stimme gegen die Verblendung der Herrschenden und forderte sie zu Mäßigung und Vorsicht auf. Die Suche nach Wahrheit und Gerechtigkeit, die Warnung vor falscher Anklage und die Rettung Unschuldiger, die für ihn zu den vornehmsten Aufgaben eines Predigers zählten, trugen ihm selbst Verfolgung ein. Als "Teufelsbündner" verdächtigt, wurde er seines Pfarramtes enthoben, der Hexerei angeklagt und am 2. Juni 1666, dem Samstag vor Pfingsten, im Alter von 47 Jahren hingerichtet.

## Gemälde

### Johann Berthold Haccius

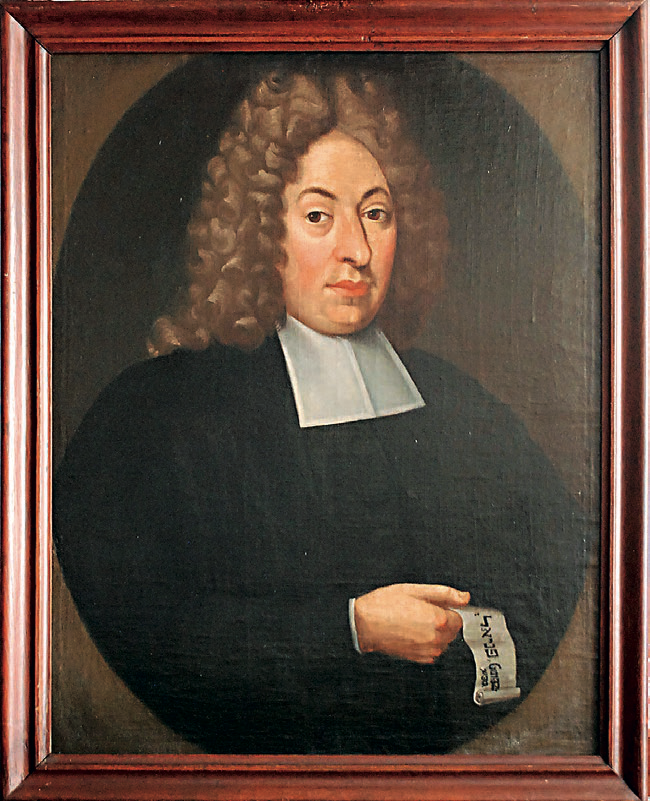
Pfarrer Johann Barthold Haccius

Er wurde 1665 in Heuerßen (Grafschaft Schaumburg) geboren und starb am 2. April 1726 in Lemgo. Er war Pastor an St. Nicolai von 1694 bis 1726. In der rechten Hand hält er einen Zettel mit hebräischen Schriftzeichen. Sein Bild hängt rechts neben dem seines Vaters Johann Anton.
Johann Berthold Haccius hielt die Trauerfeier zur Leich-Bestattung des Herrn Engelbert Kaempfers, Doctoris medicinae, hoch-gräflich-lippischer Leib-Medici und Erbsassen zum Steinhofe bey Lieme etc., als derselbe am 2. Novemb. des Jahres 1716 zum Steinhofe verstorben und darauf am 15. solches Monats dessen Leichnam in der Haupt-Kirchen zu S. Nicolai in Lemgo zur Ruhe in der Erden versetzet wurde. Dies nannte er: Die beste Reise eines christlichen Kämpffers nach dem himmlischen Orient.

### Andreas Haccius

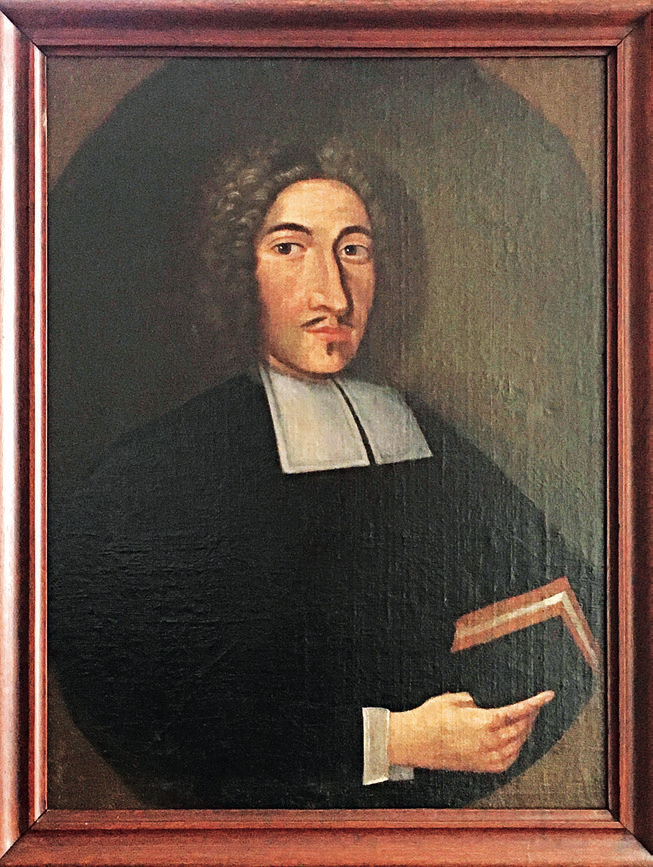
Pfarrer Andreas Haccius

Andreas Haccius war Pfarrer in Heuerßen/Schaumburg-Lippe, zuvor Kantor und Rektor der Stadtschule Bückeburg. Sein Sohn Johann Barthold Haccius war Pfarrer in St. Nicolai Lemgo. Im "Treffpunkt Seitenschiff" der Kirche zeigen zwei Ölgemälde Johann Barthold Haccius (links) und Andreas Haccius (rechts). Der Enkel von Andreas Haccius – Johann Anthon Haccius – war auch Pfarrer an St. Nicolai. An ihn erinnert ein Epitaph in der Kirche. Lange Zeit wurde dieses Ölgemälde für eine Darstellung von Johann Anthon Haccius gehalten; neue Forschungen zeigen, dass es Andreas Haccius zeigt.

### Albert Hettling
Er wurde am 8. April 1882 in Osternburg bei Oldenburg geboren und starb am 13. Januar 1967 in Lemgo. Er war von 1910 bis 1952 Pfarrer an St. Nicolai. Er verfasste seine Predigten in einfacher Sprache, so dass sie für jedermann verständlich waren. Sein Bild hängt auf der anderen Seite der Säule, an welcher der Gedenkstein für Andreas Koch angebracht ist.
Im Jahr 1941 geriet er in den Fokus der Nazis, als er in Bibelstunden seiner Gemeinde Predigten des Bischofs Clemens August Graf von Galen verlas. Deswegen wurde er am 23. Dezember 1941 für 21 Tage in Polizeihaft genommen. Hettling betonte bei der Vernehmung durch die Polizei, dass diese Predigten, die sich vor allem gegen die sog. Euthanasieaktionen wandten, die absolute Gültigkeit der göttlichen Gesetze zum Ausdruck brächten.

## Denkmäler

### Katharina von Waldeck

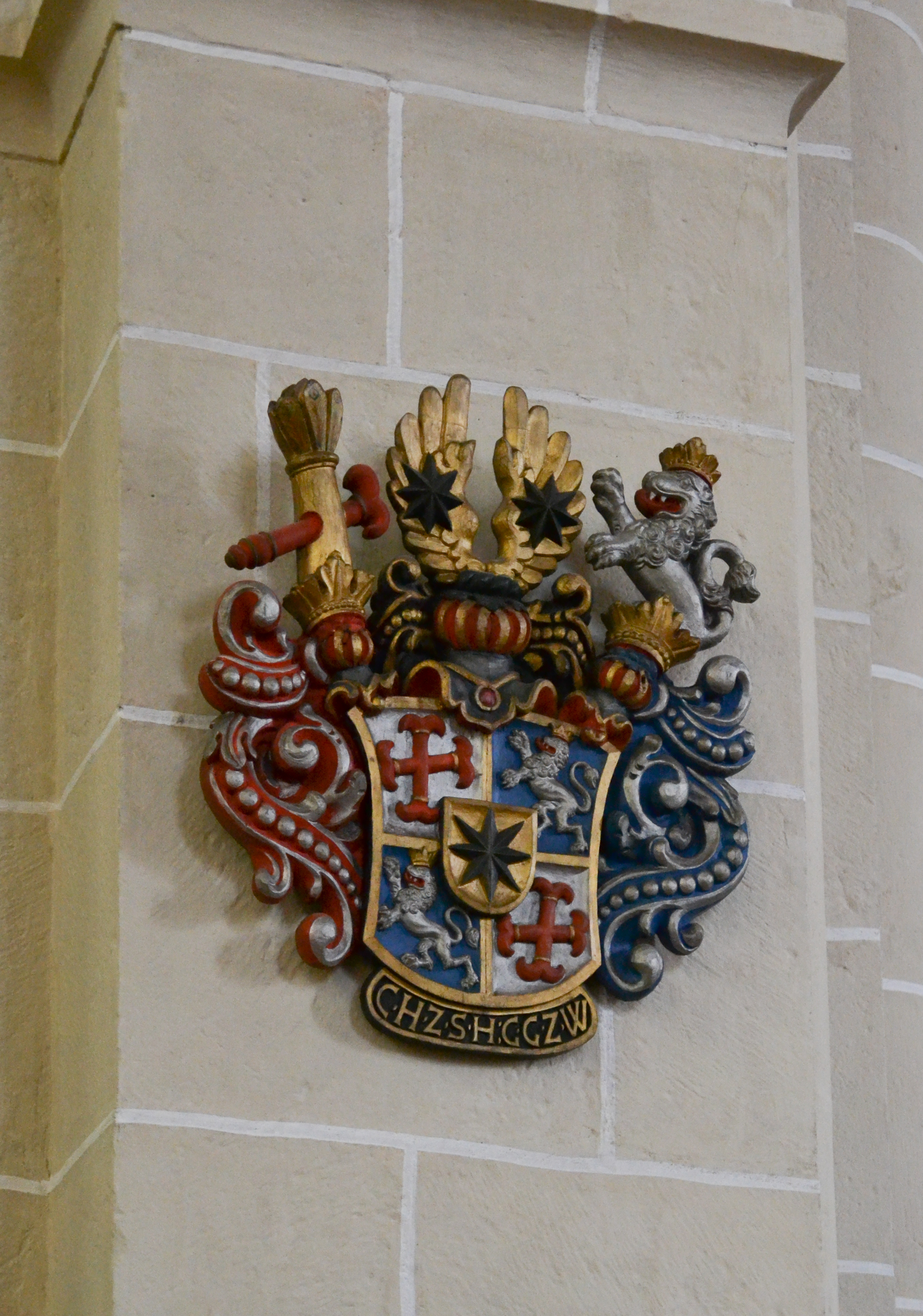
Wappen der Katharina von Waldeck

An der Säule gegenüber der Kanzel hängt das Wappen der Katharina von Waldeck-Wildungen (1612–1649). Sie war die Ehefrau des Grafen Simon Ludwig zur Lippe-Detmold, der 1636 an den Pocken starb. Obwohl sie zu diesem Zeitpunkt nicht volljährig war (nach damaliger Rechtslage wurde man erst mit 25 Jahren volljährig) gelang es ihr, die Vormundschaft über ihre Kinder zu erhalten und als Regentin des Landes Lippe-Detmold die Macht zu übernehmen. Katharina berief sofort eine lutherische Regierung und ließ im Detmolder Schloss lutherische Gottesdienste feiern. Die Pläne zur Wiedereinführung der lutherischen Konfession im übrigen Lippe (nur die Stadt Lemgo war lutherisch geblieben) konnten aber in der Kriegszeit (der Dreißigjährige Krieg dauerte bis 1648) nicht umgesetzt werden.
Im Jahr 1643 heiratete Katharina den Stadtkommandanten von Lemgo, Herzog Philipp Ludwig von Schleswig-Holstein-Sonderburg-Wiesenburg (1620–1689). Lemgo besaß in der lutherischen Katharina eine engagierte Fürsprecherin, die versuchte, die Lasten des Dreißigjährigen Krieges zu mildern. Im Jahr 1649 verstarb Katharina in Köln im Kindbett. Da man ihr die Beisetzung in der Blomberger Familiengruft verweigerte, fand sie 1652 ihre letzte Ruhe in St. Nicolai.

### Engelbert Kaempfer
Unter der Orgel hängt ein Gedenkstein für Engelbert Kaempfer, der 1651 im heutigen Gemeindehaus neben der Kirche geboren wurde; er war der Neffe von Andreas Koch. Diesen Gedenkstein hat Carolin Engels aus Lemgo im Jahr 2009 gestaltet. Er trägt die Inschrift:
Wir Menschen sehen alle eine Sonne, treten alle eine Erde, atmen alle eine Luft, keine Grenzen der Natur, keine Gesetze des Schöpfers trennen uns voneinander / Engelbert Kaempfer / Gelehrter und Forschungsreisender durch Schweden, Rußland, Persien, Indien, Ceylon, Java und Südafrika / Verfasser eines bedeutenden Werkes über das damalige Japan / Doktor der Medizin in Leiden und gräflich-lippischer Leibarzt / Geboren am 16. 9. 1651 in Lemgo. Gestorben am 2. 11. 1716 in Lieme. Bestattet am 15. 11. 1716 in St. Nicolai unter der Orgel im Nordchor.

### Nagelkreuz
An der Säule vor der Orgel hängt eine Nachbildung des Nagelkreuzes, die Helmut Begemann (1928–2013), der von 1988 bis 1993 Pfarrer an St. Nicolai war, im Jahr 1989 aus Coventry mitgebracht hat. Seit 1989 ist St. Nicolai in Lemgo ein Nagelkreuzzentrum und gehört der Nagelkreuzgemeinschaft Deutschland e. V. an. Unter dem Nagelkreuz ist das Versöhnungsgebet abgedruckt:
„Alle haben gesündigt und ermangeln des Ruhmes, den sie bei Gott haben sollten“ (Römer 3,23). Darum beten wir: Den Haß, der Nation von Nation trennt, Volk von Volk, Klasse von Klasse: VATER, VERGIB! Das habsüchtige Streben der Menschen und Völker, zu besitzen, was nicht ihr eigen ist: VATER, VERGIB! Die Besitzgier, die die Arbeit der Menschen ausnutzt und die Erde verwüstet. VATER, VERGIB! Unseren Neid auf das Wohlergehen und Glück der anderen: VATER, VERGIB! Unsere mangelnde Teilnahme an der Not der Heimatlosen und Flüchtlinge: VATER, VERGIB! Die Sucht nach dem Rausch, der Leib und Leben zugrunde richtet: VATER, VERGIB! Den Hochmut, der uns verleitet, auf uns selbst zu vertrauen und nicht auf Gott: VATER, VERGIB! „Seid untereinander freundlich, herzlich und vergebt einer dem anderen, gleichwie Gott Euch vergeben hat in Christus“ (Epheser 4,32). AMEN.
Darunter steht folgender Text:
Nach der Zerstörung der Kathedrale von Coventry (England) im November 1940 durch die deutsche Luftwaffe rief der damalige Propst Richard Howard dazu auf, nicht dem Hass Raum zu geben, sondern für Vergebung und Versöhnung einzutreten. Damit schuf er die Basis für eine weltweite Versöhnungsbewegung, in die nach dem Krieg auch deutsche Gemeinden einbezogen wurden. Symbol für die Versöhnungsbewegung ist das Nagelkreuz, aus den Nägeln der zerstörten Kirche gebildet.

### Stele der Hoffnung
Auf der Nordseite im Außenbereich erinnert seit 2012 die von Andreas Lange angeregte „Stele der Hoffnung“ von Dorsten Diekmann daran, dass der Kirchplatz St. Nicolai vom 13. Jahrhundert bis 1820 der Friedhof der Altstadt Lemgo war. In ihrem Sockel steht:
„Ich weiß, dass mein Erlöser lebt“ (Hiob 19,25).

## Inschriften
Im Gewölbe des Mittelschiffs stehen vier Inschriften in niederdeutscher Sprache.
Osten:
Süden:
Westen:
Norden:

## Fenster
Das älteste Fenster ist das Wappenfenster im Südosten der Kirche: Die Wappen wurden 1863 aus den Resten älterer Fenster zusammengesetzt, sie nennen Namen von Stiftern früherer Fenster. In einigen Fällen sind allerdings Namen und Wappen vereint, die nicht zueinander gehören. Die Ornamente im oberen Teil sind Zutaten aus der Zeit um 1863.
Die Fenster auf der Nordseite sowie im Engelchor über der Sakristei und im Chorraum wurden in den Jahren 1922 bis 1924 von Franz Lauterbach (1865–1933) aus Hannover im späten Jugendstil geschaffen. Viele dieser Fenster sind Stiftungen von Lemgoer Familien. Zwei Fenster erinnern an den Pfarrer Holzapfel, der von 1809 bis 1853 in der Zeit des Rationalismus in St. Nicolai tätig war. Auch das Fenster im Osten des südlichen Seitenschiffes, welches den auferstandenen Christus in der Strahlenmandorla zeigt, stammt von Franz Lauterbach.
Die drei mittleren Chorfenster stellen Szenen aus der Offenbarung des Johannes dar. Das Fenster im Nordwesten zeigt Jesus bei Maria und Martha, während im Fenster zwischen Sakramentshaus und Orgel die Emmaus-Geschichte dargestellt ist. Die größtenteils von der Orgel verdeckten Fenster des Engelschores sind vorwiegend ornamental gestaltet.
Sehr modern und stark farbig ist das Fenster in der Mitte der Südseite, das 1965 von Erhardt Klonk (1898–1984) aus Marburg gestaltet wurde. In der Mitte ist das letzte Abendmahl dargestellt und die übrigen Bilder zeigen Szenen zum Thema Opfer. Dieses Bibelfenster ersetzte 1964 ein Fenster mit Darstellungen Martin Luthers und Philipp Melanchthons, das die Gemeinde am 10. November 1883 zu Luthers 400. Geburtstag hatte einbauen lassen.
Die Fenstergruppe auf der Westseite stammt in ihrer Anordnung aus der Bauzeit der Kirche. Die unteren sechs Fenster stehen für die sechs Schöpfungstage und damit für die geschaffene Welt. Die drei oberen Fenster symbolisieren die Dreieinigkeit und damit die geistige und göttliche Welt, die über der geschaffenen Welt steht (Literatur: Rohr/Ebert, Das Enneagramm, Seite 27).
Die Verglasung hat Paul Weigmann (1923–2009) aus Leverkusen im Jahr 1992 gestaltet: Die Unordnung der geschaffenen Welt wird durch teilweise verdrehte Quadrate dargestellt, während in der göttlichen Welt Ordnung herrscht, wie die gerade stehenden Quadrate zeigen.
Bei einem ersten Blick auf diese Fenstergruppe könnte man meinen, dass die beiden Ebenen, also das Reich Gottes und die geschaffene Erde, beziehungslos über- bzw. untereinander stehen. Berücksichtigt man aber auch die Größe der Fenster, so ist zunächst klar, dass in der oberen Reihe das mittlere Fenster größer als die beiden anderen ist, aber das ist der Form der Gesamtanordnung geschuldet. Erst beim genaueren Hinsehen erkennt man, dass in der unteren Reihe die beiden mittleren Fenster etwas höher und breiter sind als die übrigen Fenster der unteren Reihe.
Diese drei in der From abweichenden Fenster stellen eine eigenständige Gruppe dar, für die ebenfalls die Symbolzahl 3 gilt. Man könnte sie der Trinität zuordnen, durch welche das Reich Gottes mit der geschaffenen Erde verbunden ist.

## Orgel
1941 erhielt die Kirche eine neue Orgel, die an Westseite des Nordschiffs aufgestellt wurde. Wegen des Rohstoffmangels im Zweiten Weltkrieg wurden minderwertige Materialien verwendet, was den Klang beeinträchtigte. Der Unterbau war instabil geworden und Wurmfraß hatte Pfeifen und Holzteile zerstört. Daher begannen 1958 die Planungen für ein neues Instrument. Nach langem Hin und Her entschied man sich für einen Entwurf des Architekten Peter Groote, der eine Aufstellung im Engelschor vorsah. Den Bauauftrag für die neue Orgel mit 40 Registern auf drei Manualen und Pedal erhielt die Firma Gustav Steinmann in Vlotho. 1968 wurde die Orgel mit einem Festkonzert eingeweiht.

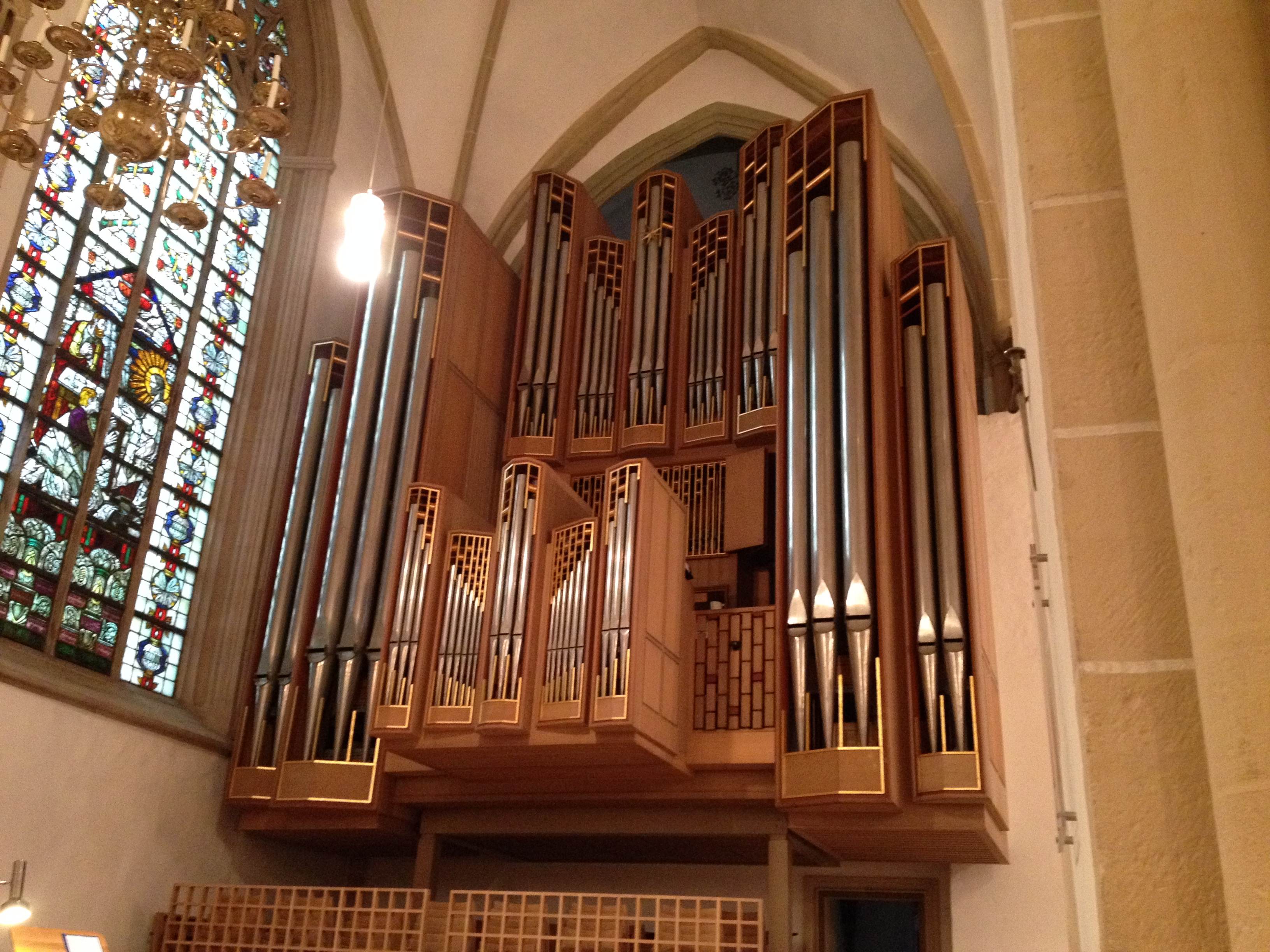
Prospekt mit Rückpositiv der Steinmann-Orgel aus dem Jahre 1968

2009 wurde das Instrument im Zuge der Kirchenrenovierung von der Fa. Schuke (Berlin) überarbeitet. So wurde der „Tonus fabri“ im Hauptwerk reversibel gegen eine „Viola di gamba 8′“ ausgetauscht und die Orgel um einen Zimbelstern erweitert. Außerdem wurde eine elektronische Setzeranlage neu gebaut. Die Spieltrakturen sind mechanisch, die Registertrakturen elektrisch.
2023 wurde die Orgel von der Firma Rudolf von Beckerath Orgelbau generalüberholt, grundgereinigt und neu intoniert. Die Setzeranlage wurde erweitert.
Für Konzerte und Chorbegleitung hat St. Nicolai eine Truhenorgel, Baujahr 2012 von Fa. Henk Klop (Garderen/NL). Vier Register: Gedackt 8´, Prinzipal 4´, Flöte 4´, Prinzipal 2´ Diese Truhenorgel erklang erstmals beim Oratorium "Josua" von Georg Friedrich Händel am 3. Juni 2012. Sie wurde offiziell vorgestellt im Rahmen des Sommerkonzertes am 7. Juli 2012. Diese wurden durch Spenden von Privatleuten finanziert.
| I Rückpositiv C–g3 |               |        |
| 01.                | Rohrflöte     | 8′     |
| 02.                | Quintade      | 8′     |
| 03.                | Prinzipal     | 4′     |
| 04.                | Nachthorn     | 4′     |
| 05.                | Nasat         | 2 ⁄3′  |
| 06.                | Schwiegel     | 2′     |
| 07.                | Terz          | 1 3⁄5′ |
| 08.                | Sifflöte      | 1′     |
| 09.                | Scharf IV-V 0 | 1′     |
| 10.                | Schalmei      | 8′     |
|                    | Tremulant     |        |

| II Hauptwerk C–g3 |                |        |     |
| 11.               | Quintade       | 16′    |     |
| 12.               | Prinzipal      | 08′    |     |
| 13.               | Spillpfeife    | 08′    |     |
| 14.               | Viola di Gamba | 08′    | (n) |
| 15.               | Oktave         | 04′    |     |
| 16.               | Spitzgambe     | 04′    |     |
| 17.               | Quinte         | 02 ⁄3′ |     |
| 18.               | Oktave         | 02′    |     |
| 19.               | Blockflöte     | 02′    |     |
| 20.               | Mixtur IV-VI 0 |        |     |
| 21.               | Fagott         | 16′    |     |
| 22.               | Trompete       | 08′    |     |
|                   | Zimbelstern    |        | (n) |

| III Brustwerk C–g3 |                     |        |
| 23.                | Gedackt             | 08′    |
| 24.                | Rohrflöte           | 04′    |
| 25.                | Prinzipal           | 02′    |
| 26.                | Quinte              | 01 ⁄3′ |
| 27.                | Terzzimbel III-IV 0 |        |
| 28.                | Regal               | 16′    |
| 29.                | Krummhorn           | 08′    |
|                    | Tremulant           |        |

| Pedal C–f1 |                 |     |
| 30.        | Prinzipal       | 16′ |
| 31.        | Subbass         | 16′ |
| 32.        | Oktave          | 08′ |
| 33.        | Gedackt         | 08′ |
| 34.        | Oktave          | 04′ |
| 35.        | Pommer          | 04′ |
| 36.        | Flachflöte      | 02′ |
| 37.        | Rauschbass IV 0 |     |
| 38.        | Posaune         | 16′ |
| 39.        | Trompete        | 08′ |
| 40.        | Clarine         | 04′ |

- Koppeln: I/II, III/II, I/P, II/P, III/P
- Spielhilfen: elektronische Setzeranlage
- Anmerkung

(n) = nachträglich hinzugefügt (2009)

## Glocken

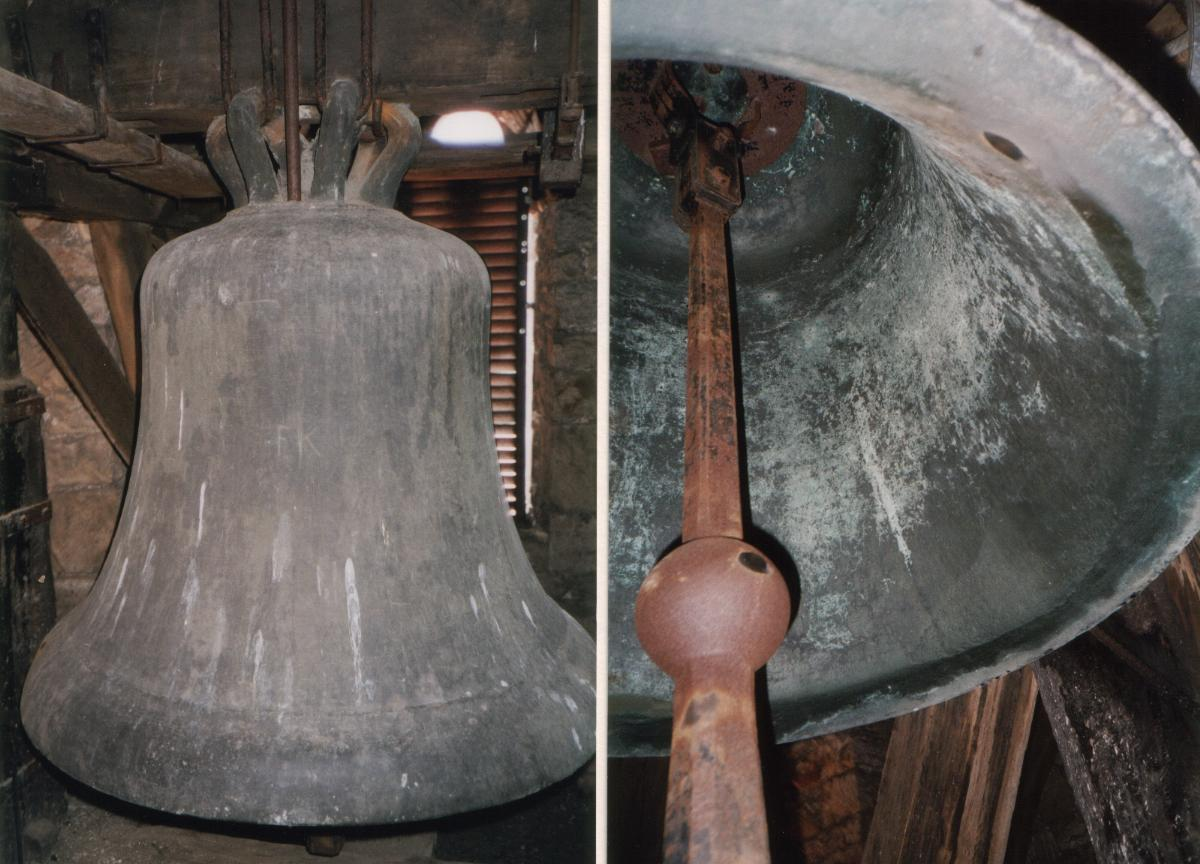
Betglocke mit Trettbrett und Glockenklöppel (vor der Sanierung)

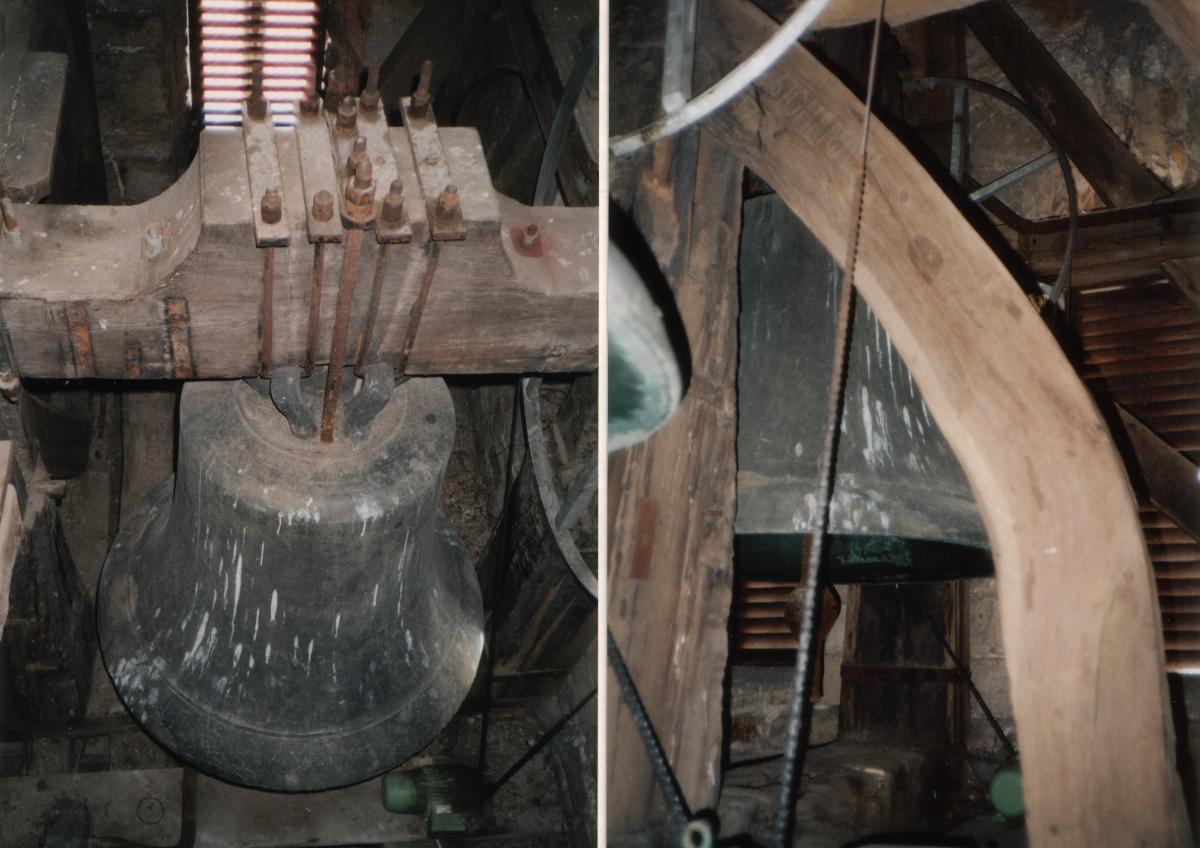
Feuerglocke und Glockenstuhl
(vor der Sanierung)

### Läuteglocken
Im Südturm (kirchlicher Turm) hängen drei mittelalterliche Glocken.
Die beiden größeren Glocken zählen wegen ihrer Klangschönheit mit der Glocke im Stumpfen Turm von St. Johann zu den wertvollsten Denkmälern ihrer Art in Westfalen und zu den schönsten Glockenpaaren des 13. Jahrhunderts.
Sie sind vollkommen schmuck- und inschriftslos und wurden vermutlich im Zusammenhang mit dem Bau der beiden Westtürme gegossen, da sie zu groß waren, um sie durch die Schallöffnungen zu transportieren, was sie zudem vor ihrer Zerstörung in den beiden Weltkriegen des 20. Jahrhunderts bewahrte. Der massive Holzglockenstuhl trägt die Jahreszahlen 1681 und 1758. Vor dem Einbau des elektrischen Läuteantriebes wurden die Glocken mithilfe von Trittbrettern in Schwung gebracht, von denen eines am Joch der Betglocke vorhanden ist. Die beiden Glocken sind der Rest eines vermutlich vierstimmigen Geläutes. Eine dritte Glocke aus dem 14. Jahrhundert hing bis 1860 im Nordturm und wurde im Ersten Weltkrieg zerstört. Sie war angeblich ein Werk des in Lippe anzutreffenden Meisters Grawick.
Die vierte Glocke ist noch vorhanden. Die kleine Glocke gelangte einst mit dem Bau des Turmhelmes dorthin – ein nachträglicher Einbau wäre wegen ihrer relativen Größe unmöglich gewesen – und fungierte seit dem Einbau der Turmuhr, die 1577 erstmals nach einer Reparatur erwähnt wurde, als Stundenschlagglocke. Dass die Glocke wesentlich älter sein muss, bezeugte ihre Abnutzung am inneren Schlagring; sie diente vor der Turmuhr als Läuteglocke.
Nach ihrer Restaurierung wurde sie in den Südturm – ein Stockwerk unterhalb des Glockenstuhles von Betglocke und Feuerglocke – gehängt, um das bestehende Glockentorso zu ergänzen. Im Zuge der Sanierung erhielten die beiden großen Glocken neue Klöppel. Ebenso wurde eine neue Läuteordnung konzipiert. Am 3. Adventssonntag 2008 um 09:35 Uhr erklangen zum ersten Mal alle drei Glocken zusammen. Als Ersatz für die übertragene Glocke goss die Glockengießerei Rudolf Perner in Passau eine neue Uhrglocke. Sie hängt starr im Gebälk der Nordturm-Laterne und gibt die vollen Stunden an. Ihre Inschrift lautet: „Die Zeit verrinnt – Ich schlage Euch die Stunde. Alte Hansestadt Lemgo – Verein Alt Lemgo“.
Übersicht über die drei Glocken des Südturmes.
| Nr. | Name                | Gussjahr    | Gießer    | Durchmesser (mm) | Masse (kg) | Schlagton (HT-1/16) | Glockenstuhl   |
| 1   | Betglocke           | 13. Jh.     | unbekannt | 1.382            | 1.715      | es1 0+3             | Südturm, oben  |
| 2   | Feuerglocke         | 13. Jh.     | unbekannt | 1.364            | 1.860      | ges1 −3             | Südturm, oben  |
| 3   | ehemalige Uhrglocke | 13./14. Jh. | unbekannt | 970              | 660        | as1 0+7             | Südturm, Mitte |

### Glockenspiel
Im Nordturm („Spielturm“) hängt ein Glockenspiel, welches im Eigentum der Stadt steht. Das in den 1930er Jahren von der Glockengießerei Rincker in Sinn gegossene Glockenspiel wurde im Jahre 1948 von der gleichen Gießerei auf 17 Glocken erweitert. Der Anschlag erfolgte elektromagnetisch über Lochstreifen. Täglich von 8 bis 22 Uhr – alle zwei Stunden – spielt es Melodien, die der Jahreszeit angepasst sind. Heute sind 22 Glocken installiert. Bei Bedarf waren diese über einen Spieltisch ansteuerbar, der sich neben der Automatik im benachbarten Ballhaus befand. Da die alte Technik sehr marode wurde und auch einige Lochstreifen nicht mehr benutzt werden konnten, erfolgte im Jahr 2013 die Umrüstung der Spieltechnik auf einen neuen technischen Stand. Ein Großteil der vorhandenen Lieder wurde auf Computersteuerung neu eingespielt. Viele weitere neue Lieder erweitern nun das Repertoire, welches den Jahreszeiten entsprechend angepasst wird. Eine kleine Klaviatur (MIDI-Tastatur) ersetzt den alten Spieltisch und ermöglicht heute die manuelle Bedienung des Glockenspiels.

## Renovierung

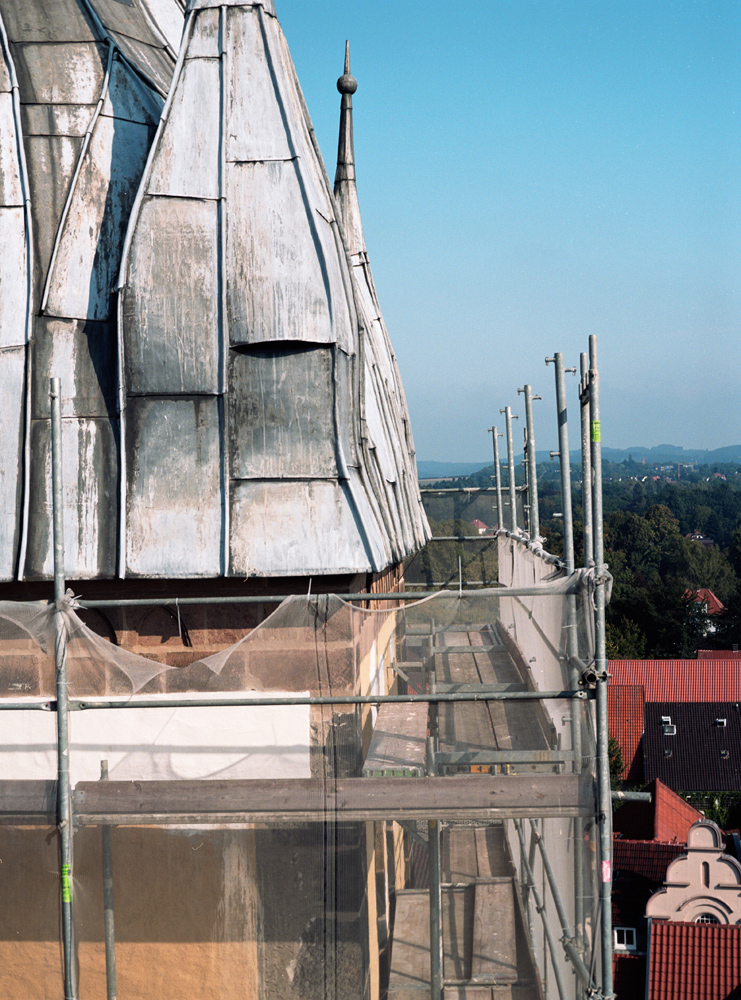
Renovierung des Kirchturms von St. Nicolai

Von 2006 bis 2011 wurden die Kirche und der Kirchplatz für insgesamt 4,5 Mio. Euro renoviert. Das Hauptproblem waren die Türme, die sich seit langer Zeit vom Kirchenschiff weggeneigt hatten und neu gegründet werden mussten: Dazu wurde der Boden unter den Türmen Stück für Stück aufgegraben und es wurden Betonsäulen eingesetzt, die dann verspannt wurden.
Insgesamt wurden mehrere hundert Tonnen Schutt, die auf dem Gewölbe lagerten, abtransportiert und dann die Mauern durch Stangen aus rostfreiem Stahl stabilisiert. Von diesen Stangen sind aber nur zwei im Innenraum sichtbar, die übrigen sind oberhalb des Gewölbes angebracht. Auch im Innenraum wurde vieles renoviert und verbessert, z. B. der Bodenbelag. Besonders wichtig sind die neuen Leuchten, von denen jede einzelne in ihrer Helligkeit eingestellt werden kann.

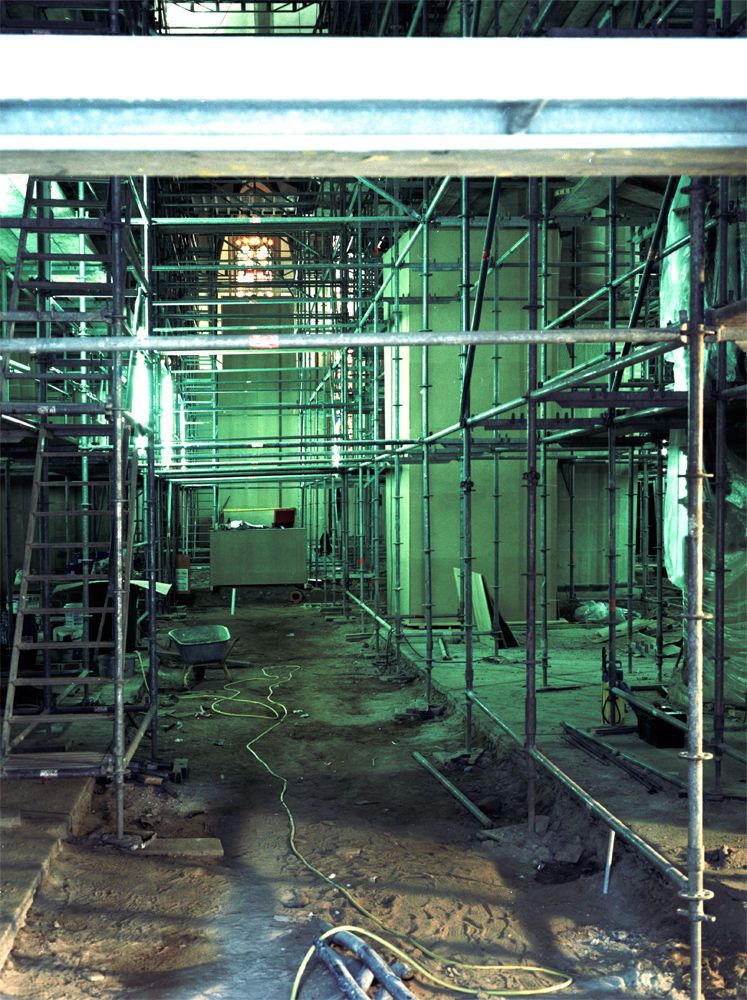
Renovierung des Kirchenschiffes von St. Nicolai

Die Spitze des Nordturms wurde abgenommen und die Glocke herausgeholt, die nun nach einer Reparatur als dritte Glocke das Geläut im Südturm vervollständigt (siehe 7.).
Der Wetterhahn wurde im August 2023 erneuert.
Der Eingangsbereich wurde durch Glasplatten vom übrigen Kirchenraum abgetrennt, der dadurch vor Zugluft geschützt wird. In diesem Bereich liegt ein Gäste- und Fürbittbuch aus.
Im Fußboden des Hauptschiffes wurde eine Sendeanlage installiert, mit der die vom Mikrofon aufgenommene Sprache induktiv in die Telefonspule (kurz: T-Spule) von Hörgeräten übertragen wird.
Der DKV-Kunstführer Nr. 396 ist aktualisiert worden. Zusätzlich gibt es einen Kurzführer, der in Deutsch und zahlreichen anderen Sprachen vorliegt.
Im Außenbereich wurden die begehbaren Flächen neu gepflastert und die Rasenflächen neu eingesät. Zwischen Südturm und Papenstraße steht seit 2011 ein Apfelbaum, der mit Blick auf das 500. Reformationsjubiläum im Jahr 2017 an diese erinnern soll. Er steht im Zusammenhang mit dem Luthergarten in Wittenberg; dort sind 500 Bäume gepflanzt, je einer für jedes Jahr nach der Reformation. Im Jahr 2008 hat Superintendent Andreas Lange dort einen lippischen Baum gepflanzt.
Im Jahr 2024 wurde die Renovierung der Dachkonstruktion des Südturmes abgeschlossen (Kosten: ca. 800 000 €).

## Pfarrer an St. Nicolai ab 20. Jahrhundert
Pfarrstelle 1
- Albert Hettling (1882–1967): 1910–1949 Pfarrer an St. Nicolai
- Karl Stolz (1908–1990): 1949–1965 Pfarrer an St. Nicolai – anschließend Bezirk 3
- Wolf-Dieter Schmelter (geb. 1937): 1965–1980 Pfarrer an St. Nicolai
- Christof Baum (1939–2020): 1981–1999 Pfarrer an St. Nicolai
- Michael Wendtland: 1999–2001 Pfarrer an St. Nicolai
- Maren Krüger (* 1969): 2001–2014 Pfarrerin an St. Nicolai
- anschließend keine Besetzung der Pfarrstelle mehr
- wegen neuer Zählung der Bezirke ab 2025: Andreas Lange (geb. 1964): seit 1992 Pfarrer an St. Nicolai und seit 2005 Lutherischer Superintendent der Lippischen Landeskirche

Pfarrstelle 2
- Friedrich Gehrmann (1909–1992): 1951–1957 Pfarrer an St. Nicolai
- Helmut Rodewald (1912–2012): 1957–1976 Pfarrer an St. Nicolai
- Hans Wilhelm Rieke (1935–2017): 1976–1987 Pfarrer an St. Nicolai
- Helmut Begemann (1928–2013): 1988–1993 Pfarrer an St. Nicolai
- Rolf-Joachim Krohn-Grimberghe (geb. 1950): 1993–2015 Pfarrer an St. Nicolai
- Ulf Zastrow (* 1965): 2015–2020 Pfarrer an St. Nicolai
- Ulrike Bell (* 1969): seit 2021 Pfarrerin an St. Nicolai

Pfarrstelle 3
- Karl Stolz (1908–1990): 1965–1970 Pfarrer an St. Nicolai und Lutherischer Kirchenrat der Lippischen Landeskirche
- von 1970 bis 1992 war die Pfarrstelle 3 unbesetzt

- Andreas Lange (geb. 1964): seit 1992 Pfarrer an St. Nicolai und seit 2005 Lutherischer Superintendent der Lippischen Landeskirche
- wegen neuer Zählung der Bezirke ab 2025 wird der letzte Inhaber der Pfarrstelle 3 (Andreas Lange) nunmehr als Inhaber der Pfarrstelle 1 geführt

Pfarrer an St. Nicolai von der Gründung um 1190 bis 1910 siehe Butterweck, S. 482–497